# Kontorhausviertel
Kontorhausviertel – południowo-wschodnia cześć hamburskiej dzielnicy Hamburg-Altstadt pomiędzy placem Meßberg a ulicami Steinstraße, Klosterwall i Brandstwiete.
W 2015 roku hamburskie Speicherstadt i Kontorhausviertel z Chilehaus zostały wpisane na listę dziedzictwa kulturowego UNESCO.

## Opis
Kontorhausviertel leży na południowym krańcu starego miasta Hamburga pomiędzy placem Meßberg a ulicami Steinstraße, Klosterwall i Brandstwiete, naprzeciwko Speicherstadt, z którym łączy ją Wandrahmsteg. Znajdują się tu w większości budynki biurowe (niem. Kontorhäuser) powstałe głównie w latach 20. i 30. XX wieku w stylu północno-niemieckiego ekspresjonizmu z fasadami z ciemnoczerwonej cegły klinkierowej.
Centrum Kontorhausviertel wyznaczają budynki: Chilehaus (pow. 36 000 m²), Meßberghof (18 200 m²), Sprinkenhof (pow. 52 000 m² – w swoim czasie największy budynek biurowy na świecie) i Mohlenhof (pow. 7800 m²). Budynki te były wynajmowane przedsiębiorstwom żeglugowym, firmom handlowym i ubezpieczeniowym działającym w Hamburgu.
W 2015 roku hamburskie Speicherstadt i Kontorhausviertel z Chilehaus zostały wpisane na listę dziedzictwa kulturowego UNESCO.

### Obiekty
| Obiekt | Nazwa                                    | Adres                                                                                   | Opis |
| ------ | ---------------------------------------- | --------------------------------------------------------------------------------------- | --- |
|        | Altstädter Hof                           | Steinstraße 13-19a Mohlenhofstraße 1-7, 2-10 Altstädter Straße 11-23 Springeltwiete 5-9 | Dom mieszkalny, zaprojektowany przez niemieckiego architekta Rudolfa Klophausa (1885–1957), został zbudowany w latach 1936–1937. |
|        | Bartholomay-Haus                         | Altstädter Straße 3-7 Steinstraße 5-7                                                   | Zaprojektowany przez niemieckiego architekta Rudolfa Klophausa (1885–1957), został zbudowany w latach 1937–1938. |
|        | Burchardhof                              | Steinstraße 27                                                                          | Zaprojektowany przez niemieckich architektów Maxa Bacha i Fritza Wischera, został zbudowany w latach 1930–1931. |
|        | Chilehaus                                | Burchardplatz 1                                                                         | Zaprojektowany przez niemieckiego architekta Fritza Högera (1887–1949), został zbudowany w latach 1922–1924 na zlecenie niemieckiego przedsiębiorcy Henry’ego B. Slomana (1848–1931). |
|        | Helmut-Schmidt-Haus (do 2016 Pressehaus) | Speersort 1                                                                             | Zaprojektowany przez niemieckiego architekta Rudolfa Klophausa (1885–1957), został zbudowany w 1938 roku jako siedziba redakcji dziennika „Hamburger Tageblatt” wydawanego przez NSDAP. Od 1946 siedziba redakcji „Die Zeit”. W latach 50. XX wieku także siedziba „Hamburger Echo”, „Hamburger Morgenpost” oraz magazynów „Stern” i „Der Spiegel”. |
|        | Meßberghof Ballin-Haus                   | Pumpen Willy-Brandt-Straße                                                              | Zaprojektowany przez niemieckich architektów Hansa i Oskara Gersonów, został zbudowany w latach 1922–1924. |
|        | Miramarhaus                              | Curienstraße                                                                            | Zaprojektowany przez niemieckiego architekta Maxa Bacha i wzniesiony w latach 1921–1922. |
|        | Montanhof                                | Kattrepel 2                                                                             | Zaprojektowany przez niemieckich architektów Hermanna Distela (1875–1945) i Augusta Grubitza, został zbudowany w latach 1924–1926. |
|        | Neuer Dovenhof                           | Brandstwiete 1                                                                          | Zaprojektowany przez niemieckich architektów Konstantina Kleffela, Uwe Köhnholdta i Bernda Gundermanna, został zbudowany w latach 1991–1994. |
|        | Sprinkenhof                              | Burchardstraße 6-14 Altstädter Straße 6                                                 | Zaprojektowany przez niemieckich architektów Hansa i Oskara Gersonów oraz Fritza Högera (1887–1949), został zbudowany w trzech etapach w latach 1927–1928, 1932–39 i 1939–43. |